# 自衛隊山梨地方協力本部
自衛隊山梨地方協力本部（じえいたいやまなしちほうきょうりょくほんぶ、Yamanashi Provincial Cooperation Office）は、甲府市丸の内1丁目1番18号（甲府地方合同庁舎2階）に所在する、自衛隊地方協力本部のひとつ。陸・海・空自衛隊共同の機関だが、通常は陸上自衛隊の東部方面総監の指揮監督下にある。管轄する地域における防衛省・自衛隊の総合窓口として山梨県管内で活動する。

## 沿革
- 1954年（昭和29年）7月5日 - 陸上自衛隊の機関として陸上自衛隊山梨地方連絡部が編成される[1]。
- 1956年（昭和31年）8月1日 - 自衛隊法施行令の一部改正により地方連絡部が陸海空自衛隊の共同機関となり、自衛隊山梨地方連絡部に改編される[2]
- 2006年（平成18年）7月31日 - 自衛隊山梨地方協力本部に改編される

## 出先機関
- 甲府募集案内所　担当地区：甲府市、笛吹市、山梨市、甲州市、芦川村
- 大月地域事務所　担当地区：大月市、富士吉田市、都留市、上野原市、富士河口湖町、西桂町、忍野村、鳴沢村、山中湖村、道志村、丹波山村、小菅村
- 南アルプス募集センター　担当地区：南アルプス市、韮崎市、北杜市、甲斐市、中央市、市川三郷町、富士川町、早川町、身延町、南部町、昭和町

## 主要幹部
| 官職名                   | 階級    | 氏名     | 補職発令日     | 前職            |
| ------------------------ | ------- | -------- | -------------- | --------------- |
| 自衛隊山梨地方協力本部長 | 1等陸佐 | 伊藤浩之 | 2024年03月18日 | 第1特科団副団長 |

| 代 | 階級    | 氏名         | 在職期間                                                    | 出身校・期              | 前職                                                         | 後職                                                    |
| -- | ------- | ------------ | ----------------------------------------------------------- | ----------------------- | ------------------------------------------------------------ | ------------------------------------------------------- |
| 01 | 2等陸佐 | 堀田昌       | 1954年07月05日 - 1956年08月15日                             | 早稲田大学 昭和14年卒   |                                                              | 第2管区総監部総務課長                                   |
| 02 | 2等陸佐 | 堀喜平       | 1956年08月16日 - 1959年07月31日                             | 早稲田大学専 昭和9年卒  | 立川駐とん地業務隊長                                         | 第3管区総監部総務課長                                   |
| 03 | 2等陸佐 | 松田靖彦     | 1959年08月01日 - 1960年07月31日                             | 陸士48期                | 陸上自衛隊富士学校普通部教務課長                             | 第17普通科連隊副連隊長                                  |
| 04 | 2等陸佐 | 松本実       | 1960年08月01日 - 1964年07月15日 ※1963年01月01日 1等陸佐昇任 | 神戸商業大学 昭和13年卒 | 陸上自衛隊需品補給処調達会計部長                             | 東部方面総監部募集課長                                  |
| 05 | 1等陸佐 | 野上完一     | 1964年07月16日 - 1967年07月16日                             | 陸軍中央訓練学校        | 自衛隊東京地方連絡部副部長                                   | 東部方面総監部付 →1968年1月1日 停年退官                 |
| 06 | 1等陸佐 | 坂本章       | 1967年07月17日 - 1969年07月15日                             | 大阪外国語大学          | 中部方面総監部第2部長                                        | 陸上幕僚監部付 →1970年3月15日 停年退官                  |
| 07 | 1等陸佐 | 大槻壽雄     | 1969年07月16日 - 1971年03月15日                             | 東北帝国大学 昭和17年卒 | 北部方面総監部監察官                                         | 東部方面総監部付 →1971年6月19日 停年退官 （陸将補昇任） |
| 08 | 1等陸佐 | 細川修       | 1971年03月16日 - 1973年03月15日                             | 陸士58期                | 第12施設大隊長 兼 第12師団司令部施設課長 兼 新町駐とん地司令 | 陸上幕僚監部施設課器材班長                              |
| 09 | 1等陸佐 | 宮崎文嘉     | 1973年03月16日 - 1975年03月16日                             | 桐生工専 昭和23年卒     | 東北方面総監部第2部勤務                                      | 陸上幕僚監部総務課庶務班長                              |
| 10 | 1等陸佐 | 大河内眞一郎 | 1975年03月17日 - 1977年03月15日                             | 山梨師範 昭和26年卒     | 統合幕僚会議事務局第1幕僚室勤務                              | 第10普通科連隊長 兼 滝川駐とん地司令                    |
| 11 | 1等陸佐 | 澁田禮吉     | 1977年03月16日 - 1979年03月15日                             | 札幌短大 昭和27年卒     | 東北方面総監部業務室長                                       | 中部方面総監部総務部長                                  |
| 12 | 事務官  | 小野沢輝三   | 1979年03月16日 - 1981年03月31日                             | 中央大学 昭和28年卒     | 航空幕僚監部人事教育部人事課 人事第3班長                     | 技術研究本部第5研究所総務課長                           |
| 13 | 事務官  | 神谷道太郎   | 1981年04月01日 - 1983年07月31日                             | 中央大学 昭和26年卒     | 防衛大学校総務部厚生課長                                     | 技術研究本部第4研究所総務課長                           |
| 14 | 事務官  | 伊藤猛       | 1983年08月01日 - 1985年06月30日                             | 中央大学 昭和31年卒     | 陸上幕僚監部人事部補任課職員班長                             | 技術研究本部第3研究所管理部 総務課長                    |
| 15 | 1等陸佐 | 田中慶美     | 1985年07月01日 - 1987年07月31日                             | 防大2期                 | 東部方面総監部人事部勤務                                     | 陸上自衛隊幹部学校研究員                                |
| 16 | 1等陸佐 | 玉村三郎     | 1987年08月01日 - 1989年07月31日                             | 防大4期                 | 統合幕僚会議事務局第5幕僚室 分析室長                         | 陸上自衛隊幹部学校主任研究開発官                        |
| 17 | 事務官  | 仲川末雄     | 1989年08月01日 - 1991年06月10日                             | 近畿大学 昭和45年卒     | 長官官房総務課能率管理室長                                   | 防衛大学校総務部総務課長                                |
| 18 | 1等陸佐 | 佐藤吉紀     | 1991年06月11日 - 1994年03月31日                             | 防大9期                 | 第30普通科連隊長 兼 新発田駐屯地司令                         | 陸上自衛隊幹部学校主任教官                              |
| 19 | 1等海佐 | 池田栄       | 1994年04月01日 - 1996年03月31日                             | 防大11期                | 第21航空群司令部首席幕僚                                     | 大湊航空隊司令                                          |
| 20 | 1等海佐 | 藤田泰夫     | 1996年04月01日 - 1997年06月30日                             | 防大12期                | 海上幕僚監部防衛部通信課長                                   | 海上自衛隊幹部学校勤務                                  |
| 21 | 事務官  | 小山高司     | 1997年07月01日 - 1999年07月07日                             | 早稲田大学 昭和57年卒   | 技術研究本部企画部企画官付 首席企画調整官                    | 装備局管理課調達補給室長                                |
| 22 | 1等海佐 | 北原照久     | 1999年07月08日 - 2001年08月09日                             | 防大16期                | 海上幕僚監部監理部総務課広報室長                             | 海上自衛隊第2術科学校副校長                             |
| 23 | 1等海佐 | 鈴木正幸     | 2001年08月10日 - 2003年07月31日                             | 防大18期                | 第1練習潜水隊司令                                            | 潜水艦隊司令部勤務                                      |
| 24 | 事務官  | 竜㟢哲       | 2003年08月01日 - 2005年08月07日                             | 慶應義塾大学 昭和61年卒 | 長官官房文書課情報公開室長                                   | 防衛施設庁業務部業務課長                                |
| 25 | 1等陸佐 | 齋藤英明     | 2005年08月08日 - 2007年12月02日                             | 防大26期                | 陸上幕僚監部衛生部企画室                                     | 統合幕僚監部総務部 人事教育課国際人道業務室長           |
| 26 | 1等陸佐 | 鈴木昌芳     | 2007年12月03日 - 2009年03月23日                             | 防大27期                | 第4後方支援連隊長                                            | 陸上自衛隊補給統制本部火器車両部長                      |
| 27 | 1等陸佐 | 池原伸浩     | 2009年03月24日 - 2011年07月31日                             | 防大27期                | 第2施設群長                                                  | 陸上自衛隊研究本部主任研究開発官                        |
| 28 | 事務官  | 森純一郎     | 2011年08月01日 - 2013年03月31日                             | 福岡大学 昭和53年卒     | 技術研究本部総務部総務課 人事管理室長                        | 防衛医科大学校病院事務部長                              |
| 29 | 1等陸佐 | 石津吉康     | 2013年04月01日 - 2014年11月30日                             | 防大32期                | 第2地対艦ミサイル連隊長 兼 美唄駐屯地司令                    | 第1特科団副団長                                         |
| 30 | 1等陸佐 | 中村信也     | 2014年12月01日 - 2016年07月31日                             | 防大29期                | 陸上自衛隊研究本部主任研究開発官                             | 東部方面総監部付                                        |
| 31 | 1等陸佐 | 林 佐光      | 2016年08月01日 - 2018年03月26日                             | 防大33期                | 陸上自衛隊幹部学校学校教官                                   | 第1特科隊長 兼 北富士駐屯地司令                         |
| 32 | 1等陸佐 | 新宅正章     | 2018年03月27日 - 2020年03月15日                             | 防大31期                | 陸上自衛隊小平学校総務部長                                   | 第1高射特科団副団長                                     |
| 33 | 1等陸佐 | 前野直樹     | 2020年03月16日 - 2022年03月16日                             | 防大35期                | 第49普通科連隊長                                             | 第7普通科連隊長 兼 福知山駐屯地司令                     |
| 34 | 1等陸佐 | 桑畑英紀     | 2022年03月17日 - 2024年03月17日                             | 防大37期                | 陸上総隊司令部総務部人事課長                                 | 第1ヘリコプター団副団長                                 |
| 35 | 1等陸佐 | 伊藤浩之     | 2024年03月18日 -                                            | 防大37期                | 第1特科団副団長                                              |                                                         |